# Toki (powiat przasnyski)
Toki – wieś w Polsce położona w województwie mazowieckim, w powiecie przasnyskim, w gminie Czernice Borowe.
W skład sołectwa Załogi wchodzą: Załogi-Jędrzejki, Nałęcze, Toki i Załogi-Cibory.
W latach 1975–1998 miejscowość administracyjnie należała do województwa ciechanowskiego.